# Año del dolor
En la tradición islámica, el Año del Dolor (en árabe: عام الحزن, romanizado:  'Ām al-Ḥuzn, también traducido como Año de la Tristeza) es el año Hijri en el que murieron la esposa de Mahoma, Jadiya, y su tío y protector Abu Talib. El año coincidió aproximadamente con 619 o el décimo año después de la primera revelación de Mahoma.
Después de la muerte de Abu Talib, Mahoma se volvió vulnerable debido a la pérdida de la protección del clan otorgada por Abu Talib (quien también era el jefe de Banu Hashim). Comenzó a ser blanco de ataques físicos por parte de sus oponentes de La Meca. Él visitó Taif en  busca de ayuda y para invitar a los habitantes al Islam, pero fue rechazado. En el camino de regreso a La Meca, solicitó protección a varios mecanos prominentes. El jefe Mut'im ibn 'Adi, del clan Banu Nawfal, accedió a su solicitud, escoltó a Mahoma a la ciudad y anunció la protección del clan de Mahoma.

## Muerte de Khadija
Khadija, la primera y única esposa de Mahoma durante los 25 años hasta su muerte, murió en el año 619 cuando tenía unos 65 años. Mahoma  tenía casi 50 años en ese momento, y la muerte ocurrió poco después del final del boicot contra el clan de Mahoma. El boicot prohibió, entre otras cosas, el comercio con la familia de Mahoma. La escasez de alimentos que causó probablemente contribuyó a la muerte de Khadija.

## Muerte de Abu Talib
El tío de Mahoma, Abu Talib, era el jefe del clan de Mahoma, Banu Hashim, en cuya casa Mahoma (que era huérfano) había vivido desde la muerte de su abuelo Abd al-Muttalib. Como jefe del clan, otorgó protección a Mahoma, incluso cuando Mahoma se ganó la enemistad de algunos en la tribu Quraish debido a su llamado al islam. Según las costumbres de La Meca en ese momento, tal protección se consideraba inviolable y, por lo tanto, los enemigos de Mahoma no pudieron atacarlo.
Abu Talib cayó gravemente enfermo poco después de la muerte de Khadija.

## Pérdida de protección
La muerte de Abu Talib significó que Mahoma ya no contaba con el beneficio de la protección de su clan. Abu Talib fue sucedido como jefe por su hermano Abu Lahab, cuya protección de Mahoma era, en el mejor de los casos, nominal, y Mahoma no pudo encontrar ningún otro jefe que quisiera convertirse en su protector. Según la costumbre de La Meca en ese momento, esto significaba que estaba indefenso y podía ser asesinado con impunidad.
Los detractores de Mahoma en La Meca comenzaron a maltratarlo y atacarlo físicamente. Un asaltante pasó por su casa y arrojó despojos podridos en su olla. Otro arrojó el útero de una oveja mezclado con sangre y excrementos cuando estaba orando en su patio. Otro asaltante le arrojó un puñado de tierra en la cara cuando venía de la Kaaba. Cuando una de sus hijas limpió llorando la tierra en casa, él la consoló diciéndole que "Dios protegerá a tu padre", y comentó que los Quraish lo trataron mucho peor después de la muerte de Abu Talib.

## Visita a Taif
Debido a que la situación en La Meca se había vuelto más difícil, Mahoma decidió partir hacia Taif, una ciudad a unos 100 km al sureste de La Meca. En Taif, visitó a los tres hermanos que eran líderes de Banu Thaqif, la tribu que habitaba la ciudad. Los tres hermanos le concedieron una audiencia y él los invitó al islam y para ayudarlo contra sus enemigos. Rechazaron su solicitud y, después de que Mahoma se fue, enviaron a sus esclavos y sirvientes para acosarlo. Mientras huía, se refugió en un huerto privado. Los propietarios del huerto, los hermanos Utbah y Shaybah de Meccan Quraishi simpatizaron con el miembro de su tribu en peligro y enviaron a Addas, su esclavo cristiano de Nínive, para tratarlo con uvas. [9] Mientras Addas ofrecía las uvas a Mahoma, hablaron y él quedó impresionado por el conocimiento de Mahoma sobre el profeta ninivita Jonás. Como resultado, se afirma que aceptó el Islam.

## Busca un nuevo protector
Rechazado por la gente de Taif, Mahoma deseaba regresar a La Meca, pero no quería arriesgarse a ir allí sin protección tribal. De camino a La Meca, envió un mensaje a varios mecanos prominentes para solicitar protección. Los dos primeros, Akhnas ibn Shariq de Banu Zuhrah y Suhayl ibn Amr de Banu Amir, rechazaron su solicitud. Ambos líderes declararon que la razón de esto no tenía nada que ver con su oposición al islam, sino más bien fuera de los principios tribales. Akhnas, aunque muy respetado en Banu Zuhrah, técnicamente no era su miembro y sintió que no podía extender la protección en nombre de la tribu, mientras que Suhayl dijo que su clan provenía de una rama diferente de Quraish que el resto de Meccan Quraishis y no podría proteger a Muhammad contra ellos.
Posteriormente, envió un mensaje a Mut'im ibn 'Adi, el jefe de Banu Nawfal . Era uno de los cinco líderes de La Meca que habían iniciado el fin del boicot anterior de La Meca. Mu'tim estuvo de acuerdo, y al día siguiente se reunió con Muhammad con sus hijos y sobrinos, y luego lo escoltó completamente armado a La Meca. Fueron a la Kaaba donde Mu'tim anunció la protección. Al ver esto, principal oponente de Muhammad, Abu Jahl le dijo a Mu'tim y su familia: "A quien proteges, a él le damos protección".